# جوش آدامز (لاعب اتحاد الرغبي)
جوش آدامز (بالإنجليزية: Josh Adams)‏ هو لاعب اتحاد الرغبي بريطاني، ولد في 12 أبريل 1995 في سوانزي في المملكة المتحدة.

## وصلات خارجية
- جوش آدامز على موقع دوري الرغبي الممتاز (الإنجليزية)
- جوش آدامز عل موقع إسبنسكروم (الإنجليزية)
- جوش آدامز على موقع ItsRugby.co.uk (الإنجليزية)